# Dowlābād
Dowlābād (persiska: دول آباد) är en ort i Iran.   Den ligger i provinsen Kerman, i den sydöstra delen av landet, 1 000 km sydost om huvudstaden Teheran. Dowlābād ligger 518 meter över havet och antalet invånare är 559.
Terrängen runt Dowlābād är kuperad söderut, men norrut är den platt.Runt Dowlābād är det glesbefolkat, med 8 invånare per kvadratkilometer. Närmaste större samhälle är Kūtak-e Vasaţ, 5,8 km sydväst om Dowlābād. Trakten runt Dowlābād består i huvudsak av gräsmarker.